# Турма (Марий Эл)
Турма (мар. Турня) — опустевшая деревня в Новоторъяльском районе Республики Марий Эл. Входит в состав Пектубаевского сельского поселения.

## География
Находится в северо-восточной части республики Марий Эл на расстоянии приблизительно 28 км по прямой на запад-северо-запад от районного центра посёлка Новый Торъял.

## История
Известна с 1836 года как казённый починок по реке Турма, где насчитывалось 3 двора, 24 жителя. В 1877—1883 годах починок при речке Турме (Турминцы или Семён Сергеевич) состоял из 10 дворов, имелись 7 ветряных мельниц и кузница. В 1905 году здесь проживали 106 человек. В 1925 году в деревне проживали 93 человека, все мари. В 1981 году насчитывалось 46 человек и 14 дворов. В 1992 году числилось 2 дома и 2 хозяйства, в 2002 году оставался 1 дом. В советское время работал колхоз «Передовик».

## Население
Население не было учтено как в 2002 году, так и в 2010.